# Monegasco (dialeto)

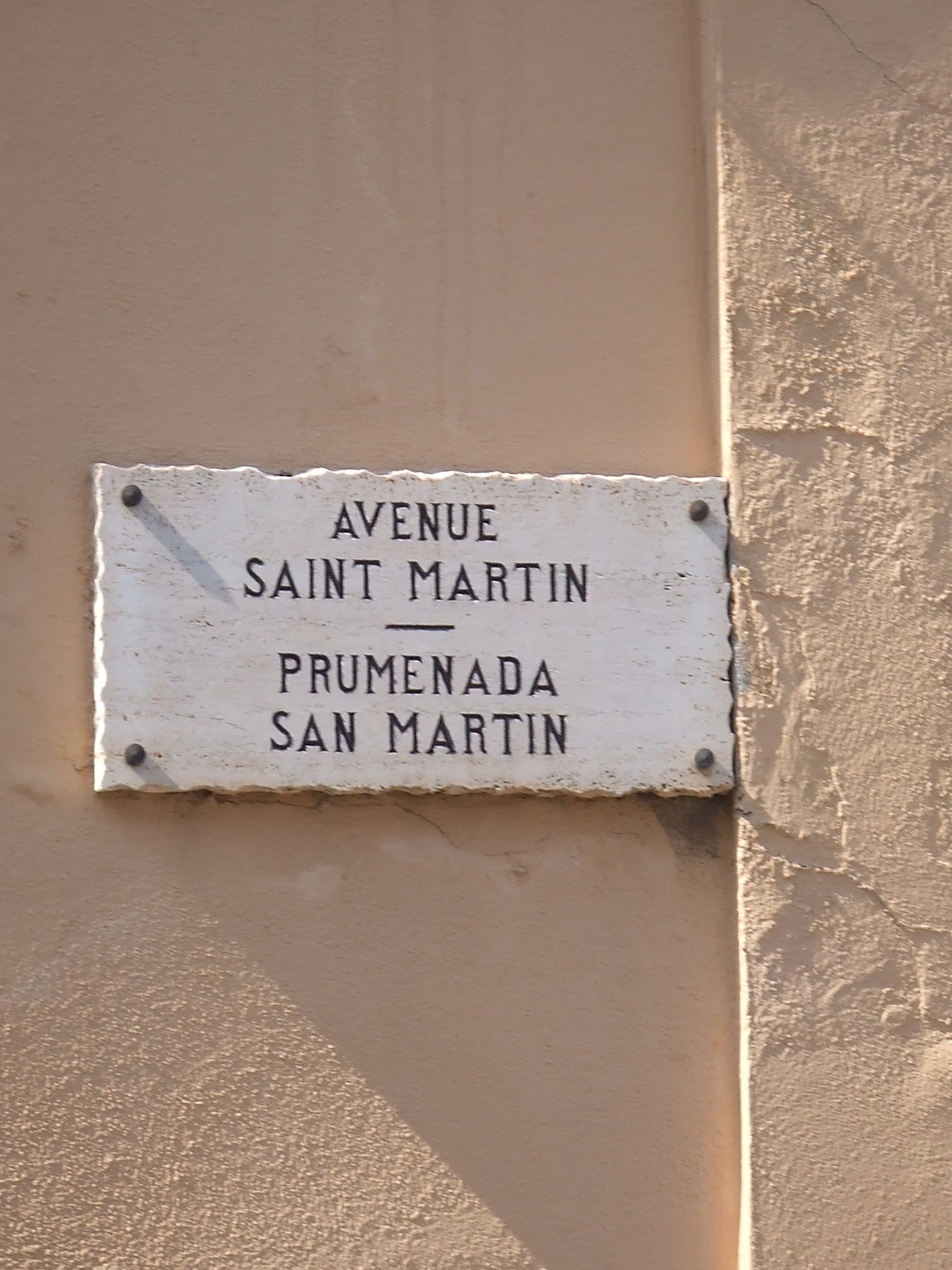
Placa com o nome da rua em francês e monegasco.

O monegasco (munegascu) é um dialeto da língua lígure falado no Principado do Mónaco.
Apesar de atualmente no Mónaco se falar quase exclusivamente o francês, o monegasco é o dialeto autóctone do principado. Esse dialeto data do século XIII, da época em que o Mónaco passou ao controle de Génova. Na verdade, é uma variação do dialeto genovês. Tem raízes provençais e lígures e aproximadamente 30% do léxico é de origem occitana e 60% de origem lígure. O restante é emprestado do italiano e do francês. O monegasco está muito próximo do dialeto lígure ocidental de Ventimiglia, chamado intemélio, e diferencia-se bastante do dialeto de Gênova. O melhor estudo linguístico sobre o monegasco foi feito pelo filólogo francês Raymond Arveiller durante as décadas de 1940 e de 1950 (Étude sur le parler de Monaco Comité National des Traditions Monégasques. Mónaco 1967).

## Classificação
Formando uma parte do continuum de dialetos das línguas românicas ocidentais, O Monegasco compartilha muitos recursos com a variedade da língua Lígure falado em Gênova, mas difere de seus dialetos vizinhos Intemelio e Mentonasc. Foi parcialmente influenciado pelo Niçardo Occitano. O occitano contemporâneo é também tradicionalmente falado em algumas partes do Mônaco, além de monegasco.
O monegasco, juntamente com todas as línguas da Ligúria, é derivado diretamente das línguas do norte da Itália da Idade Média, e tem alguma influência no vocabulário, gramática e sintaxe das línguas francesas e relacionadas ao galo-românico.
Antes da anexação do Condado de Nice à França em 1860, os Nizzardo Italianos falavam um dialeto muito parecido com o monegasco.

## Falantes
É falado em adição ao francês pelos monegascos. Como os monegascos são apenas uma minoria em Mônaco, o Monégasque foi ameaçado de extinção na década de 1970. No entanto, a língua está sendo ensinada nas escolas, e sua continuidade é considerada garantida. Na parte antiga de Mônaco, as placas de rua são marcadas com monegasco além do francês.
O monegasco foi de uso geral como língua oral no Principado até à década de 1870, e após isso interrompeu-se rapidamente a sua transmissão intergeracional e foi substituído pelo francês. No principio da década de 1970 estava totalmente extinto o uso oral. O ensino obrigatório nas escolas do Mónaco permitiu reavivar o seu uso, embora bastante restrito (algumas publicações literárias, usos cerimoniais). A língua é ate hoje usada em casos raros pelas pessoas mais idosas e vem sendo ensinada nas escolas primárias; o uso social desapareceu no começo do século XX, mas ainda assim é considerada língua nacional. Não é idioma oficial, pois o único idioma oficial do Mónaco é o francês, falado pela larga maioria da população. O italiano também tem bastante uso e outros idiomas são falados minoritariamente, por residentes e visitantes.

## Relação com o italiano

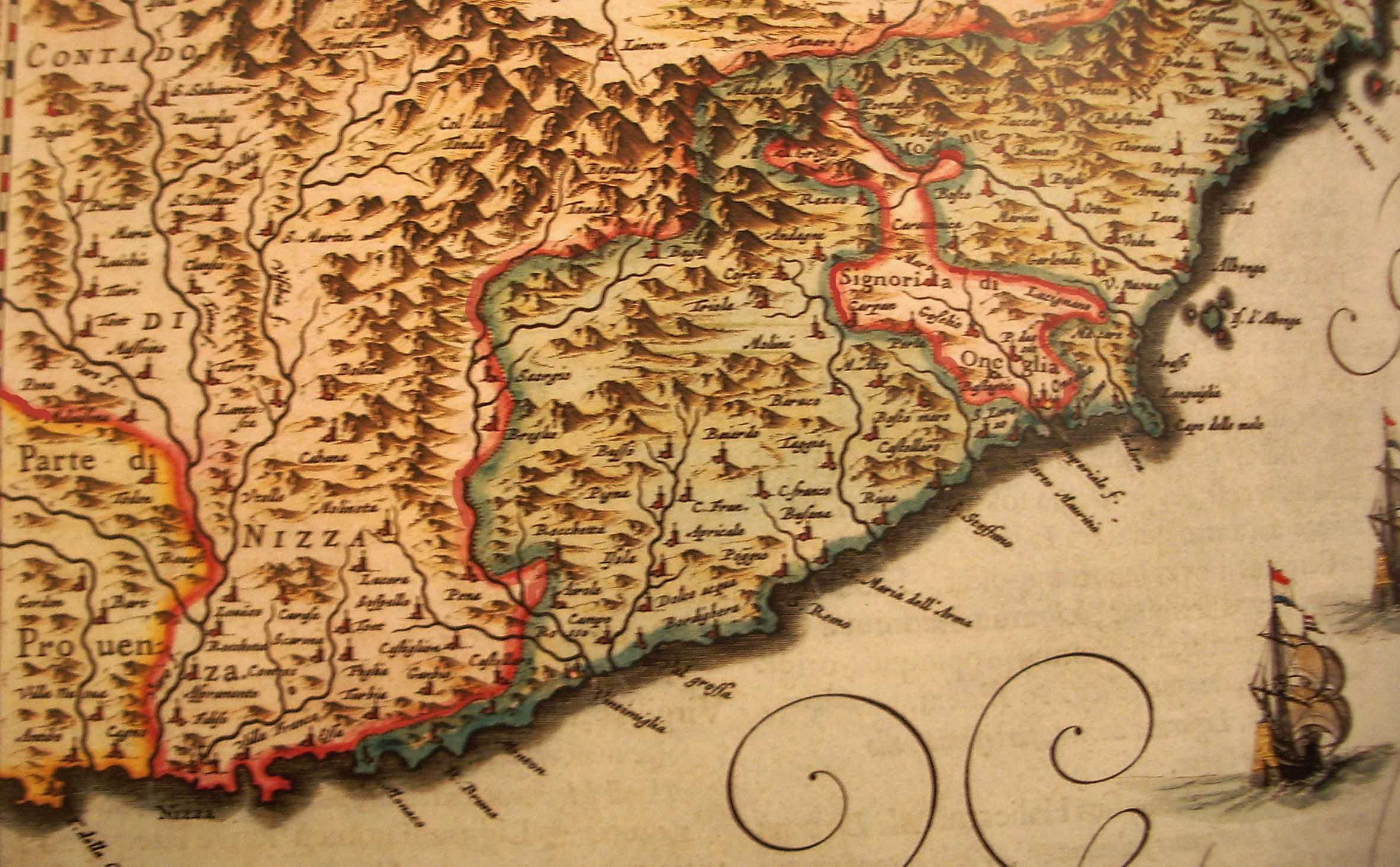
Mônaco e Menton constituíram a área do extremo oeste da República de Gênova (demarcada em verde) em 1664.

O padrão italiano, que é relacionado ao Monégasque, é também um dos principais idiomas em Mônaco. Os cidadãos italianos representam cerca de 20% dos 35.000 residentes permanentes do Mónaco. O italiano era a língua oficial do Mónaco quando era um Protectorado do Reino da Sardenha, de 1814 a 1861, deixando um legado em algumas palavras do monegasco.. De fato, por muito tempo após a Renascença, Mônaco era a parte mais ocidental da costa mediterrânea da República de Gênova..
Durante a ocupação fascista em 1942-43, o Principado de Mônaco foi incorporado à Itália e o “Monégasque” foi novamente considerado um dialeto italiano. Depois da Segunda Guerra Mundial havia cerca de 10 mil italianos em Monte Carlo, e alguns deles (descendentes dos Nizzardo Italianos - seguidores de Giuseppe Garibaldi) que foram forçados a se mudar de Nice para o Reino da Itália (1861–1946) depois de 1861 até falava monegasco fluentemente

## Ortografia
A ortografia monegasca em geral segue uma estrutura similar ao das línguas francesa e italiana, com as seguintes excepções:
- o ü é pronunciado como o francês u ou o alemão ü;
- o œ é pronunciado como o francês é ou como o ligúrico œ (ou ö), mas não como o francês œ em bœuf;
- o ç é pronunciado como em francês, catalão ou português (/s/): tradiçiùn vem do latino traditio(nem) e não do italiano tradizione.

O alfabeto latino usado pela língua se compõe de:
- as cinco vogais tradicionais, mais œ, ü e mais ditongos terminados por n.
- as consoantes todas, exceto H, K, X, Y. Usam-se as formas C(i), G(i), Sc(i), Gh, Gli,

## Amostra de texto
Despoei tugiù sciü d'u nostru paise
Se ride au ventu, u meme pavayùn

Despoei tugiù a curù russa e gianca

E stà l'emblema, d'a nostra libertà

Grandi e i piciui, l'an sempre respetà
Ave Maria em Monegasco</ref>
Ave Maria,

Tüta de graçia

u Signù è cun tü

si benedëta tra tüt'ë done

e Gesü u to Fiyu è benejiu.

Santa Maria, maire de Diu,

prega per nùi, pecatùi

aùra e à l'ura d'a nostra morte

AMEN. (Che sice cusci.)